# Kilcommon
Die Benediktinerabtei Kilcommon im County. Tipperary in Irland war, außer dem bislang nicht mit Sicherheit lokalisierten Ardaneer, die einzige irische Gründung von Glastonbury Abbey. Kilcommon (Kilcumin, Kilcummyn) wurde durch Philip von Worcester (Philippus de Wigornia), den Constable von Irland unter Heinrich II. von England, gestiftet.
Nach Johannis Glastoniensis stattete Philipp das Kloster mit 100 Carucatae Land aus. Es war den Aposteln Philipp und Jakobus sowie dem Heiligen Cumin von Matefelum (St. Cuimine Fota) geweiht. Der erste Prior, ein gewisser Jakobus, kam, wie die meisten anderen Mönche, aus Glastonbury.
Die Lokalisierung ist umstritten. Vorgeschlagen wurden:
- Kilcommon in Kirchspiel Templebeg, Baronat Kilnelongurty (Kilnamanagh)
- Kilcommon im Kirchspiel Caher, Baronat Iffa und Offa

1203 fiel Kilcommon zusammen mit Looe (Lamana) in Cornwall und Bassaleg (Basselak) in Monmouthshire nach einem Schiedsspruch von Papst Innozenz III. an Savaric, den Bischof von Bath.